# Wildschutzgebiet Sakteng
Das Wildschutzgebiet Sakteng oder Sakteng Wildlife Sanctuary liegt im Osten Bhutans im Distrikt Trashigang an der Grenze zu Indien. Es steht auf der Tentativliste als Welterbe in Bhutan.

## Geographie

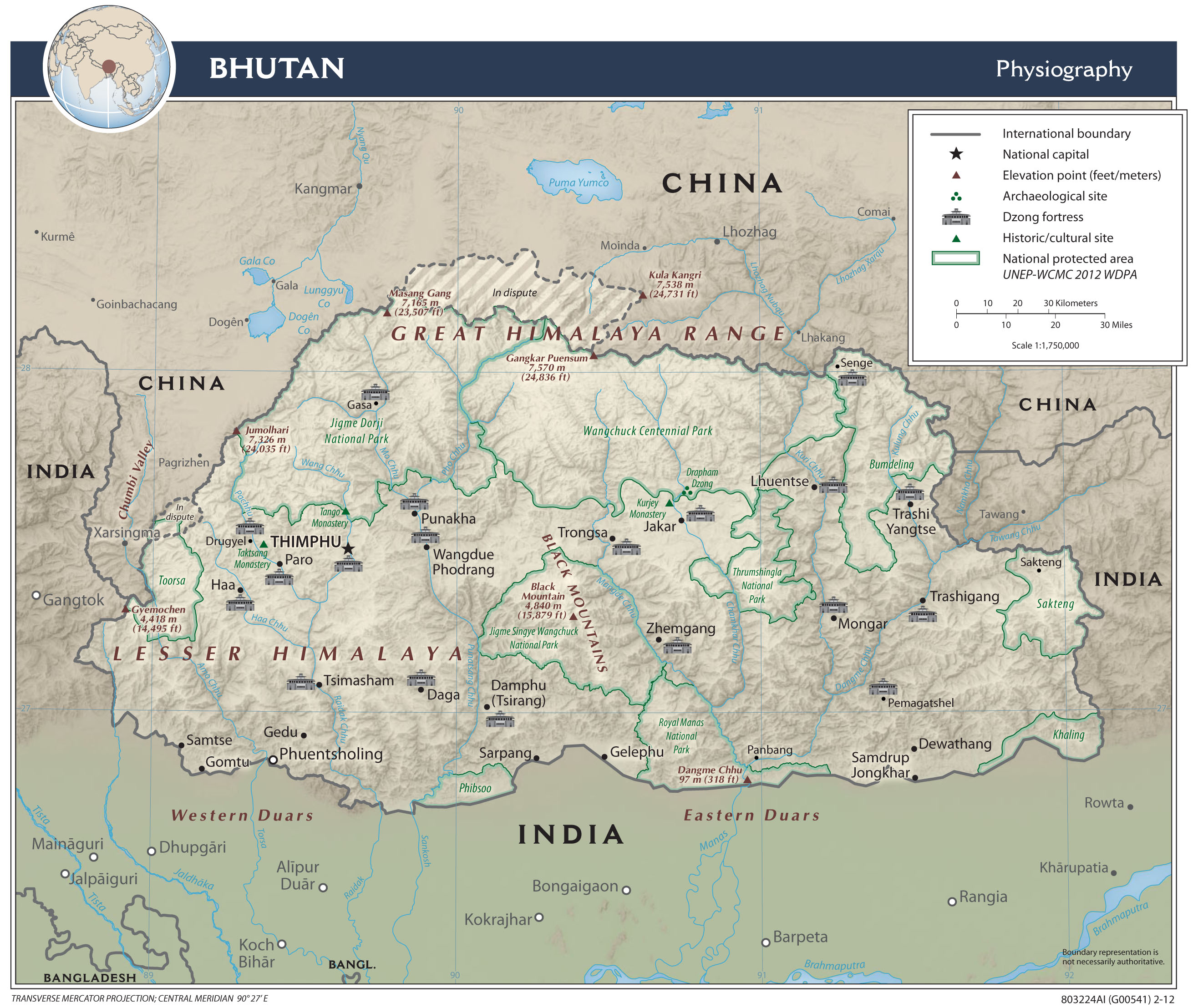
Karte der wichtigsten Naturschutzgebiete in Bhutan

Das 1993 eingerichtete Wildschutzgebiet hat eine Fläche von 742,46 km². Es ist eines von vier Wildschutzgebieten in Bhutan. Das Gebiet liegt auf einer Höhe zwischen 1700 und 4100 Metern. 2020 erhob die Volksrepublik China Anspruch auf das Gebiet.

## Flora und Fauna
Die Region des Wildschutzgebiets ist in Bhutan als „Paradies der Rhododendren“ bekannt. Von den 46 im Land vorkommenden Rhododendronarten sind hier 35 verbreitet.
Im Wildschutzgebiet finden sich zudem 20 Säugetierarten und 173 Vogelarten. Zu den vorkommenden Säugetieren zählen Leoparden, Rohrkatzen, Rothunde, Kragenbären, Himalaya-Seraue, Himalaya-Moschustiere, Westliche Kleine Pandas und Kappenlanguren. Als seltene Vogelart kommt der Himalaya-Glanzfasan im Wildschutzgebiet vor.